# Hartmut Ehrlich
Hartmut Ehrlich (* 1950 in Gotha) ist ein ehemaliger deutscher Radrennfahrer und nationaler Meister im Radsport.

## Sportliche Laufbahn
Ehrlich war von 1956 bis 1977 in verschiedenen Altersklassen in der DDR als Radrennfahrer aktiv. In der DDR-Leistungsklasse startete er für den SC Turbine Erfurt. Er war Spezialist für Kurzstreckenrennen auf der Bahn. Einen Titel gewann er bei den Rennen der Kinder- und Jugendspartakiaden 1968. Ehrlich wurde 1972 DDR-Meister im 1000-Meter-Zeitfahren vor Klaus-Jürgen Grünke. Es blieb sein einziger nationaler Titel.

## Berufliches
Ehrlich absolvierte ein Bauingenieur-Studium in Weimar und Leipzig. Von 1991 bis 2015 war er in Strausberg Geschäftsführer der Strausberger Wohnungsbaugesellschaft.